# 冯万泥
馮萬泥（？—410年），北燕将领，长乐郡信都县（今河北省衡水市冀州区）人，冯跋从兄。冯和孙，冯荣子。
冯万泥开始在后燕为官，407年，慕容熙暴虐，冯万泥和冯跋等22人潜入龙城，杀害慕容熙，立高雲为主，冯万泥为尚书令。次年为幽冀二州牧，镇守肥如。409年，冯跋即位，封广川公、骠骑大将军、幽平二州牧。冯万泥因自己是宗亲没有进入公辅之列而不服，410年，逃到白狼，和上谷公馮乳陳谋叛，冯跋弟弟冯弘讨伐，中埋伏，只好投降，之后被杀。

## 家族
- 长乐冯氏